# 5095 Escalante
5095 Escalante eller 1983 NL är en asteroid i huvudbältet som upptäcktes den 10 juli 1983 av den amerikanske astronomen Edward L.G. Bowell vid Anderson Mesa Station. Den är uppkallad efter matematikern Jaime Escalante.
Asteroiden har en diameter på ungefär 6 kilometer.